# John Goodman
Jonathan Stephen „John“ Goodman (* 20. června 1952 St. Louis, Missouri) je americký filmový herec.

## Biografie
Jako nadějný hráč amerického fotbalu získal sportovní stipendium na Southwestern Missouri State University. Po zranění kolena se ale musel sportovní kariéry vzdát, zaměřil se na studium dramatu a v roce 1975 ho absolvoval. Jeho spolužačkou byla Kathleen Turnerová.
Po ukončení studia se přestěhoval do New Yorku, kde začal hrát. Nejdříve na menších jevištích a nakonec, v roce 1979 se poprvé na Broadwayi dostal do širšího povědomí ve hře Loose Ends.
V prvních filmových rolích se objevil začátkem osmdesátých let. Hrál v Pomstě šprtů Jeffa Kanewa nebo v populárním hororu o kanálových nestvůrách C.H.U.D. V roce 1987 poprvé spolupracoval s bratry Coenovými na černé komedii Raising Arizona (Zmatky v Arizoně), v které ztvárnil postavu trestance Galea. Za vedlejší úlohu Charlieho Meadowse v dalším v dalším filmu Coenů s názvem Barton Fink z roku 1991 byl nominován na Zlatý glóbus.
Koncem 80. let začal hrát v devět let trvajícím televizním seriálu Roseanne, v kterém ztvárnil Dana Connera, manžela hlavní postavy. Za tuto roli byl sedmkrát nominován na cenu Emmy a obdržel Zlatý Glóbus.
Bratři Coenovi ho obsadili do vedlejších rolí i ve filmu Big Lebowski z roku 1998, v kterém hrál postavu polského katolíka konvertovaného na žida a v roce 2000 si zahrál prodavače Biblí v komedii Bratříčku, kde jsi?.
V hororu Arachnofobia si zahrál deratizátora Delberta. Dále exceloval v hrané adaptaci kresleného seriálu Flintstoneovi. Daboval také velkou spoustu animovaných filmů.

## Filmografie
- 1978: Jailbait Babysitter
- 1983: The Face of Rage (TV film): Fred
- 1983: Zůstat naživu (The Survivors): Commando
- 1983: Un flic aux trousses (Eddie Macon's Run): Hebert
- 1983: Chiefs (TV serial): Newt Murray (Tub)
- 1983: Heart of Steel (TV film): Raymond Bohupinsky
- 1984: Pomsta šprtů (Revenge of the Nerds): trenér Harris
- 1984: C.H.U.D.: flic au dîner
- 1984: Mariini milenci (Maria's Lovers): Frank
- 1985: Sladké sny (Sweet Dreams): Otis
- 1986: True Stories: Louis Fyne
- 1987: Potíže s Arizonou (Raising Arizona): Gale Snoats
- 1987: Lupička (Burglar): isnpektor Nyswander
- 1987: Policie z New Orleans (The Big Easy): inspektor Andre DeSoto
- 1987: Murder Ordained (TV film): Hugh Rayburn
- 1988: The Wrong Guys: Duke Earle
- 1988: Pointa (Punchline): John Krytsick
- 1988: Roseanne (TV seriál): Dan Conner
- 1988: Americký idol (Everybody's All-American): Lawrence
- 1989: Moře lásky (Sea of Love): Insp. Sherman
- 1989: Navždy (Always): Al Yackey
- 1990: Stella: Ed Munn
- 1990: Arachnofobie (Arachnophobia): Delbert McClintock
- 1991: Král Ralph (King Ralph): Ralph Jones
- 1991: Barton Fink: Charlie Meadows
- 1992: Babe (The Babe): George Herman Ruth (Babe)
- 1992: Frosty Returns (TV film): Frosty le bonhomme de neige (hlas)
- 1993: Matiné (Matinee): Lawrence Woolsey
- 1993: Včera narození (Born Yesterday): Harry Brock
- 1993: We're Back! A Dinosaur's Story: Rex (hlas)
- 1994: Záskok (The Hudsucker Proxy): annonceur des actualités de Rockwell
- 1994: Flintstoneovi (The Flintstones): Fred Pierrafeu
- 1995: Kingfish: A Story of Huey P. Long (TV film): Huey P. Long, Jr
- 1995: Tramvaj do stanice Touha (A Streetcar Named Desire) (TV film): Harold Mitchell (Mitch)
- 1996: Srdce v oblacích (Pie in the Sky): Alan Davenport
- 1996: Matka Noc (Mother Night): Major Frank Wirtanen
- 1997: Pidilidi (The Borrowers): Ocious P. Potter
- 1998: Anděl smrti (Fallen): Jonesy
- 1998: Blues Brothers 2000: Mighty Mack McTeer
- 1998: Big Lebowski (The Big Lebowski): Walter Sobchak
- 1998: Špinavá práce (Dirty Work): Adrian Riggins
- 1998: Papoušek a poklad (The Real Macaw): Mac (hlas)
- 1998: Rudolf (Rudolph the Red-Nosed Reindeer: The Movie): Père Noël (hlas)
- 1999: Kurýr (The Runner): Deepthroat
- 1999: Saturday Night Live: Best of the Clinton Scandal (TV): Linda Tripp
- 1999: Jack Bull (The Jack Bull) (TV film): Judge Tolliver
- 1999: Znovu na světě (Now and Again) (TV seriál): Michael Wiseman
- 1999: Počínání mrtvých (Bringing Out the Dead): Larry Verber
- 2000: Happy Birthday: Dean
- 2000: Z jaké jsi planety? (What Planet Are You From?): Roland Jones
- 2000: Bratříčku, kde jsi? (O Brother, Where Art Thou?): Big Dan Teague
- 2000: Dobrodružství Rockyho a Bullwinkla (The Adventures of Rocky & Bullwinkle): flic de l'Oklahoma
- 2000: Divoké kočky (Coyote Ugly): Bill Sanford
- 2000: Pigs Next Door (TV seriál) (hlas)
- 2000: Normal, Ohio (TV seriál): William 'Butch' Gamble
- 2000: Není král jako král (The Emperor's New Groove): Pacha (hlas)
- 2001: My First Mister: Benjamin Wilson
- 2001: Začalo to jedné žhavé noci (One Night at McCool's): inspektor Dehling
- 2001: Opsáno ze života (Storytelling): Marty Livingston
- 2001: Na hraně (On the Edge) (TV film): The Dean (segment „Happy Birthday“)
- 2001: Příšerky s.r.o. (Monsters, Inc.): James P. „Sulley“ Sullivan (hlas)
- 2002: Mikeovo nové auto (Mike's New Car): Sulley (hlas)
- 2002: Rváči (Dirty Deeds): Tony
- 2003: Inkognito (Masked and Anonymous): Sweetheart
- 2003: Kniha džunglí 2 (The Jungle Book 2): Baloo (hlas)
- 2004: Home of Phobia: Rodney
- 2004: Cliffordovo neobyčejné dobrodružství (Clifford's Really Big Movie): George Wolfsbottom (hlas)
- 2004: Father of the Pride (TV seriál): Larry (hlas)
- 2004: Za mořem (Beyond the Sea): Steve Blauner
- 2004: Hlava rodiny (Center of the Universe) (TV seriál): John Barnett
- 2005: Marilyn Hotchkiss' Ballroom Dancing and Charm School: Steve Mills
- 2005: Není Kronk jako Kronk (Kronk's New Groove)
- 2006: Auta (Cars): Sullivan (hlas)
- 2006: Studio 60 on the Sunset Strip(TV seriál): Robert Bebe
- 2007: Pan Včelka (Bee Movie): Layton T. Montgomery (hlas)
- 2007: Death Sentence: Bones Darly
- 2007: Drunkboat: Mr. Fletcher
- 2007: Božský Evan (Evan Almighty): kongresman Long
- 2008: Madagascar 2: Útěk do Afriky (hlas)
- 2008: Speed Racer: Pops Racer
- 2009: Die Päpstin (Legenda o Janě): papež předcházející papežce
- 2010: Argo
- 2011: Krvavý stát
- 2014: Památkáři (The Monuments Men)
- 2016: Ulice Cloverfield 10